# Halowe Mistrzostwa Świata w Lekkoatletyce 1999 – bieg na 200 m kobiet
Bieg na 200 m kobiet – jedna z konkurencji rozgrywanych podczas halowych mistrzostw świata w lekkoatletyce w 1999. Eliminacje i półfinały odbyły się 5 marca, a finał został rozegrany 6 marca.
Do eliminacji zgłoszonych zostało 25 zawodniczek z 23 państw.
Zawody w tej konkurencji wygrała reprezentantka Rumunii Ionela Târlea. Drugą pozycję zajęła zawodniczka z Rosji Swietłana Gonczarienko, trzecią zaś reprezentująca Bahamy Pauline Davis.

## Wyniki

### Eliminacje
Źródło: 
Bieg 1
| Miejsce | Zawodniczka      | Państwo         | Wynik | Uwagi |
| ------- | ---------------- | --------------- | ----- | ----- |
| 1.      | Oksana Ekk       | Rosja           | 22,91 | PB    |
| 2.      | Fabé Dia         | Francja         | 23,13 | PB    |
| 3.      | Shani Anderson   | Wielka Brytania | 23,76 | PB    |
| 4.      | Tamara Szanidze  | Gruzja          | 25,42 |       |
| –       | Monika Gaczewska | Bułgaria        | DNF   |       |

Bieg 2
| Miejsce | Zawodniczka             | Państwo                  | Wynik | Uwagi |
| ------- | ----------------------- | ------------------------ | ----- | ----- |
| 1.      | Swietłana Gonczarienko  | Rosja                    | 22,94 |       |
| 2.      | Agnė Visockaitė         | Litwa                    | 23,39 | NR    |
| 3.      | Alenka Bikar            | Słowenia                 | 23,40 |       |
| 4.      | Zundra Feagin-Alexander | Stany Zjednoczone        | 23,53 |       |
| 5.      | Marie Gnahoré           | Wybrzeże Kości Słoniowej | 24,51 |       |

Bieg 3
| Miejsce | Zawodniczka      | Państwo                              | Wynik | Uwagi |
| ------- | ---------------- | ------------------------------------ | ----- | ----- |
| 1.      | Birgit Rockmeier | Niemcy                               | 23,10 |       |
| 2.      | Wendy Hartman    | Południowa Afryka                    | 23,16 |       |
| 3.      | Erika Suchovská  | Czechy                               | 23,35 | SB    |
| 4.      | Nora Iwanowa     | Bułgaria                             | 23,57 |       |
| –       | Ameerah Bello    | Wyspy Dziewicze Stanów Zjednoczonych | DNS   |       |

Bieg 4
| Miejsce | Zawodniczka      | Państwo           | Wynik | Uwagi |
| ------- | ---------------- | ----------------- | ----- | ----- |
| 1.      | Juliet Campbell  | Jamajka           | 23,05 |       |
| 2.      | Gabi Rockmeier   | Niemcy            | 23,28 |       |
| 3.      | Zuzanna Radecka  | Polska            | 23,36 | PB    |
| 4.      | LaTasha Colander | Stany Zjednoczone | 23,70 |       |
| –       | Motoka Arai      | Japonia           | DNS   |       |

Bieg 5
| Miejsce | Zawodniczka     | Państwo   | Wynik | Uwagi |
| ------- | --------------- | --------- | ----- | ----- |
| 1.      | Ionela Târlea   | Rumunia   | 22,64 | NR    |
| 2.      | Pauline Davis   | Bahamy    | 22,94 | SB    |
| 3.      | Fabienne Ficher | Francja   | 23,80 |       |
| 4.      | Elena Córcoles  | Hiszpania | 24,05 |       |
| 5.      | Olga Dogadko    | Izrael    | 25,26 |       |

### Półfinały
Źródło: 
Bieg 1
| Miejsce | Zawodniczka     | Państwo         | Wynik | Uwagi |
| ------- | --------------- | --------------- | ----- | ----- |
| 1.      | Ionela Târlea   | Rumunia         | 22,66 |       |
| 2.      | Pauline Davis   | Bahamy          | 22,93 | SB    |
| 3.      | Fabé Dia        | Francja         | 23,19 |       |
| 4.      | Alenka Bikar    | Słowenia        | 23,45 |       |
| 5.      | Zuzanna Radecka | Polska          | 23,67 |       |
| 6.      | Shani Anderson  | Wielka Brytania | 24,58 |       |

Bieg 2
| Miejsce | Zawodniczka             | Państwo           | Wynik | Uwagi |
| ------- | ----------------------- | ----------------- | ----- | ----- |
| 1.      | Oksana Ekk              | Rosja             | 23,01 |       |
| 2.      | Birgit Rockmeier        | Niemcy            | 23,15 |       |
| 3.      | Wendy Hartman           | Południowa Afryka | 23,21 |       |
| 4.      | Erika Suchovská         | Czechy            | 23,58 |       |
| 5.      | Zundra Feagin-Alexander | Stany Zjednoczone | 24,16 |       |
| 6.      | Fabienne Ficher         | Francja           | 24,32 |       |

Bieg 3
| Miejsce | Zawodniczka            | Państwo           | Wynik | Uwagi |
| ------- | ---------------------- | ----------------- | ----- | ----- |
| 1.      | Swietłana Gonczarienko | Rosja             | 22,70 | SB    |
| 2.      | Juliet Campbell        | Jamajka           | 22,96 | PB    |
| 3.      | Gabi Rockmeier         | Niemcy            | 23,31 |       |
| 4.      | Agnė Visockaitė        | Litwa             | 23,81 |       |
| 5.      | LaTasha Colander       | Stany Zjednoczone | 24,35 |       |
| –       | Nora Iwanowa           | Bułgaria          | DNS   |       |

### Finał
Źródło: 
| Miejsce | Zawodniczka            | Państwo | Wynik | Uwagi |
| ------- | ---------------------- | ------- | ----- | ----- |
| 01 !    | Ionela Târlea          | Rumunia | 22,39 | WL    |
| 02 !    | Swietłana Gonczarienko | Rosja   | 22,69 | SB    |
| 03 !    | Pauline Davis          | Bahamy  | 22,70 | SB    |
| 4.      | Oksana Ekk             | Rosja   | 23,03 |       |
| 5.      | Juliet Campbell        | Jamajka | 23,11 |       |
| 6.      | Birgit Rockmeier       | Niemcy  | 23,74 |       |